# シュジャーウッディーン・アフマド
シュジャーウッディーン・アフマド（Shuja al-Din Ahmad、1570年 - 1619年）は、ヤルカンド・ハン国の第5代君主。

## 生涯
ムハンマドの長男。父がシャーによってカラシャールで抑留されている時に誕生した。1590年にアクスの総督に任じられ、1596年にウチャの総督に転じた。シャー・マフムード・チュラスからは「賢明で柔和なオアシスの支配者」と評された。
1610年にムハンマドが死去すると、黒山派のサイード・ホージャに擁立されて即位した。これは、トルファンの総督だったアブドラッラヒームの不満を引き起こし、アブドラッラヒームは反旗を翻して東部で自立した。同時期にカラシャールで王子のハーシムも反乱を起こした。ハーシムの反乱はシュジャーウッディーン・アフマドの長男のティムールによって平定されたが、アブドラッラヒームは依然として東部に勢力を持ち続けた。1615年にティムールが事故死すると、シュジャーウッディーン・アフマドの従弟のサラーフッディーンがカシュガルで反乱を起こしたが、この反乱はシュジャーウッディーン・アフマドの末子のアブドゥッラティーフによって鎮圧された。
1619年、狩猟に出かけていた最中に反対派のイシカガ・アブル・マーニー（シャカ族）とハーキム・サリコル・ムハンマド・カシム（ミールザー・シャーの子）によって暗殺された。シャカ族はサラーフッディーンの弟のクライシュを新たな君主に擁立した。
| スタブアイコン | サブスタブ | この項目は、まだ閲覧者の調べものの参照としては役立たない、人物に関連した書きかけの項目です。この項目を加筆・訂正などしてくださる協力者を求めています（P:人物伝/PJ:人物伝）。 |